# Choi Jong-hoon
Choi Jong-hoon (hangul: 최종훈; rr: Choe Jong-hun; MR: Ch'oe Chonghun; nascido em 7 de março de 1990) é um ex-músico e ator sul-coreano. Ele servia como o líder, guitarrista e tecladista da banda de rock F.T. Island desde sua estreia em 2007, além de ter se estabelecido na área de atuação, até sua retirada da indústria do entretenimento em 2019.
Em 14 de março de 2019, Choi se aposentou da indústria do entretenimento, em meio a alegações de envolvimento em suborno e compartilhamento de vídeos e fotos de sexo de cunho ilícito. Em 29 de novembro de 2019, Choi foi considerado culpado de alegações de estupro coletivo e foi sentenciado a cinco anos de prisão.

## Biografia
Choi Jong-hoon nasceu em Seul, Coreia do Sul, em 7 de março de 1990.  Ele frequentou a Shindongshin Middle Information Industry High School e durante seus anos de ensino médio, foi aceito na agência de talentos da FNC Music, que mais tarde formou a banda F.T. Island, o qual Choi tornou-se o seu líder, além de guitarrista.
Posteriormente, ele frequentou a Universidade Suwon, onde se formou em música digital ao lado do ex-membro da banda Oh Won-bin.

## Carreira artística

### F.T. Island e F.T. Triple
Em junho de 2007, a banda F.T. Island estreou oficialmente através do single "Love Sick" e de seu álbum de estreia intitulado Cheerful Sensibility, que mais tarde, tornou-se o sexto álbum mais vendido na Coreia do Sul naquele ano. A partir de 2008, a banda também se inseriu no mercado musical japonês e ao longo dos anos, lançou diversos álbuns e extended plays (EPs) tanto coreanos como japoneses. 
Em janeiro de 2009, Choi juntamente com os membros de banda Choi Min-hwan e Lee Jae-jin formaram o subgrupo A3 (devido a cada um dos três membros ter sangue tipo A). No fim do mesmo ano, o grupo teve seu nome alterado para F.T. Triple, o mesmo foi formado para ajudar os membros a se dedicarem ao canto durante os concertos do F.T. Island, para que o vocalista Lee Hong-gi não esforçasse em excesso a sua voz.

### Televisão e atuação
Choi começou a fazer participações aparições e participações especiais em muitas séries de televisão sul-coreanas a partir de 2008. Juntamente com o colega de banda, Song Seung-hyun, ele estrelou Style Wave em dezembro de 2009 e janeiro de 2010. Neste programa, as estrelas discutem as principais tendências de estilo e vestem um comprador de acordo com o tema de estilo escolhido.
Choi participou do episódio 15 de Idol Maknae Rebellion (아이돌 막내 반란 시대) exibido pela SBS em 15 de fevereiro de 2010, junto com Seung-hyun, um membro do elenco do programa; Mais tarde, ele estreou como ator coadjuvante no filme de comédia romântica You're My Pet (2011), baseado no mangá japonês Tramps Like Us, interpretando o irmão mais novo de um dos protagonistas.
Em dezembro de 2012, Choi se juntou à segunda temporada do programa The Romantic & Idol da tvN. Três anos depois, ele foi escalado para estrelar o webdrama Prince's Prince (2015) baseado na webtoon de mesmo nome, onde interpreta o irmão mais velho de uma garota viciada em jogos. Durante conferência de imprensa antes das filmagens, ele comentou sobre ser protagonista pela primeira vez dizendo: "Eu já havia atuado um pouco, mas devo assumir com cuidado e cautela este papel". Em 2017, ele estrelou o webdrama Heroes and Unexpected Heroes da Naver TV Cast.

## Outras Atividades
Choi foi um dos modelos na Semana de Moda de Outono de 2009, para Lee Ju Young, designer da coleção "Ressurreição". Em 29 de junho de 2009, ele foi um dos personagens principais do vídeo musical de "Love Battery", pertencente a cantora Hong Jin-young. Em agosto do mesmo ano, participou do episódio 19 do programa MNet Scandal.

## Acusações de crimes sexuais e dirigir embriagado e retirada da indústria do entretenimento
Em março de 2019, tornou-se de conhecimento público que Choi era membro de um bate-papo em grupo online, que compartilhava vídeos sexualmente explícitos de mulheres filmadas sem seu conhecimento ou consentimento, junto com as celebridades Lee Jong-hyun e Jung Joon-young. Também foi divulgado que ele subornou a polícia para impedir que os jornais publicassem um incidente em que ele dirigiu bêbado em 2016. Posteriormente, sua agência FNC Entertainment, anunciou que ele deixaria a banda F.T. Island e iria se aposentar da indústria do entretenimento.
Em abril de 2019, a polícia indiciou Choi por filmagem ilegal de mulheres sem o seu consentimento, distribuição ilegal de um total de seis vídeos e suborno para encobrir seu incidente de dirigir embriagado. Em 11 de abril, Choi admitiu que espalhou fotos e  filmagens de câmeras escondidas tiradas sem o consentimento das vítimas. Ele recebeu uma acusação de compartilhamento ilegal de imagens pessoais e cinco acusações de compartilhamento de imagens de outras fontes.
Em 19 de abril de 2019, uma mulher se apresentou ao SBS funE, alegando que cinco homens, incluindo Choi, a estupraram depois que ela foi embriagada em março de 2016 e que depois compartilharam a filmagem em um bate-papo em grupo. Choi negou a acusação, mas admitiu que ele e a mulher estavam juntos naquele dia. Em 10 de maio, ele foi preso pela acusação de estupro coletivo e também foi indiciado por participar de outro estupro em 2016. Mais tarde, em 29 de novembro de 2019, Choi foi condenado a cinco anos de prisão. Em 12 de maio de 2020, a Suprema Corte de Seul reduziu sua sentença de cinco anos para dois anos e meio, após ele chegar a um acordo com uma das vítimas. Em novembro de 2020, sua conta pessoal do Instagram foi excluída pela própria rede social, sob o argumento de que ela tem uma política de desativar contas de criminosos sexuais condenados.

## Filmografia

### Programas de televisão
| Ano       | Rede                | Título                   | Função        | Notas                        |
| --------- | ------------------- | ------------------------ | ------------- | ---------------------------- |
| 2008      | SBS                 | On Air                   | Ele mesmo     | Participação (Ep. 1)         |
| 2009      | SBS                 | Style                    | Ele mesmo     | Participação (Ep. 6)         |
| 2012–2013 | tvN                 | Romantic & Idol Season 2 | Ele mesmo     | Membro do elenco             |
| 2013–2014 | tvN                 | Cheongdam-dong 111       | Ele mesmo     | Reality show                 |
| 2015      | Naver TV cast, KBS2 | Prince's Prince          | Park Shi-hyun | Papel principal, web drama   |
| 2015      | JTBC                | Heroes                   | Choi Hee-yeol | Papel principal              |
| 2017      | SBS                 | Law of the Jungle        | Ele mesmo     | Participação (Ep. 261 - 264) |
| 2017      | Naver TV Cast       | Unexpected Heroes        | Min Su-ho     | Web drama                    |
| 2018      | MBN                 | Real Life Men and Women  | Ele mesmo     | Membro do elenco             |

### Filmes
| Ano  | Título        | Papel      | Notas          |
| ---- | ------------- | ---------- | -------------- |
| 2011 | You're My Pet | Ji Eun-soo | Papel de apoio |

### Participações em vídeos musicais
| Ano  | Título           | Artista(s)        |
| ---- | ---------------- | ----------------- |
| 2009 | "Love Battery"   | Hong Jin Young    |
| 2011 | "Close Ur Mouth" | M&D               |
| 2015 | "Sorry"          | Juniel            |
| 2016 | "Already Winter" | Huh Gak, Vromance |